# 73046 Davidmann
73046 Davidmann este un asteroid din centura principală de asteroizi.

## Descriere
73046 Davidmann este un asteroid din centura principală de asteroizi. A fost descoperit pe 9 martie 2002 în cadrul proiectului CSS. Asteroidul prezintă o orbită caracterizată de o semiaxă mare de 2,55 ua, o excentricitate de 0,12 și o înclinație de 9,3° în raport cu ecliptica.